# Pius Wittmann
Pius Wittmann (* 23. Juni 1849 in Augsburg; † 30. November 1926 in Waldheim/Sachsen) war ein deutscher Historiker und Archivar.

## Leben und Wirken
Pius Wittmann studierte Geschichte an den Universitäten Würzburg und München und promovierte an der Universität München bei Wilhelm von Giesebrecht. Im Jahre 1874 trat er beim Reichsarchiv München in den Archivdienst. Von 1877 bis 1883 arbeitete er dann am Kreisarchiv Bamberg und von 1883 bis 1909 wieder am Reichsarchiv München. Von 1909 bis 1926 war er schließlich Archivrat beim Fürstlich Ysenburg-Büdingen'schen Archiv in Büdingen.
Neben seinen historischen Arbeiten und Urkundeneditionen trat Wittmann auch als Übersetzer hervor und beschäftigte sich mit der schwedischen Geschichte und Reiseführern zu diesem Land.

## Schriften
- Die Pfalzgrafen von Bayern. Ackermann, München 1877 (Digitalisat) (Dissertation und Preisschrift Universität München).
- Sophia, Markgräfin von Brandenburg-Onolzbach Herzogin in Preußen usw. aus dem uradeligen Geschlechte der Grafen von Solms 1612–1651. Ackermann, München 1884 (Digitalisat).
- Das Archiv der ehemaligen Reichsstadt Rothenburg o.d.T. In: Archivalische Zeitschrift, Bd. 11 (1886), S. 244–258.
- (Hrsg.): Monumenta Castellana. Urkundenbuch zur Geschichte des fränkischen Dynastengeschlechtes der Grafen und Herren zu Castell, 1057–1546. Verlagsanstalt für Kunst und Wissenschaft, München 1890 (Digitalisat).
- Das Urkunden-Archiv der Kgl. Bayer. Stadt Wunsiedel in Abdrücken und Auszügen. In: Zeitschrift des Münchener Alterthums-Vereins, Jg. 1891, S. 36–73.
- Würzburger Bücher in der k. schwedischen Universitätsbibliothek zu Upsala. In: Archiv des Historischen Vereins von Unterfranken und Aschaffenburg, Bd. 34 (1891), S. 113–160.
- (Bearb.): Schweden. Woerls Reisebücher-Verlag, Leipzig 1893.
- (Übers.): Stockholm, die Hauptstadt Schwedens (= Wegweiser des Schwedischen Touristenvereins, Bd. 10). Wahlström & Widstrand, Stockholm 1895.
- Johannes Nibling, Prior in Ebrach und seine Werke. In: Studien und Mitteilungen zur Geschichte des Benediktinerordens, Bd. 17 (1896), S. 583–600, Bd. 18 (1897), S. 68–79, 286–293 u. 429–438 und Bd. 19 (1898), S. 100–107 u. 271–278.
- (Übers.): Gustav Storm / Maria Stuart. Geschichte ihres Lebens auf Grund der neuesten Quellenforschung. 2. Ausg. Schweitzer, München 1896.
- Kurzer Abriss der schwedischen Geschichte. Auf Grund neuster Quellen und Hilfsmittel, Koebner, Breslau 1896 (Digitalisat).
- Series abbatum monasterii Eberacensis. In: Studien und Mitteilungen zur Geschichte des Benediktinerordens, Bd. 19 (1898), S. 630–647.
- Zur Geschichte des Münchener Urkundenbuchs. Fuller, München 1898.
- Zwei Mortuarien des Hochstifts Augsburg. In: Jahrbuch des Historischen Vereins Dillingen an der Donau, Bd. 12 (1899), S. 120–166.
- Archivbenutzungsordnungen. In: Deutsche Geschichtsblätter, Bd. 1 (1900), S. 181–194.
- Festschrift zum 500jährigen Jubiläum der Schützengilde Ellwangen. Buchdruckerei der Ipf- und Jagstzeitung, Ellwangen 1921.
- Festschrift zur fünften Centenar-Feier der Büdinger Schützengesellschaft. Schützengesellschaft Büdingen 1914.
- (Übers.): Nils Wilhelm Ljungberg / Die hebräische Chronologie von Saul bis zur babylonischen Gefangenschaft. Bosse, Braunschweig 1922.